# Прометей с острова Вишевице
«Прометей с острова Вишевице» (хорв. Prometej s otoka Viševice) — фильм режиссёра Ватрослава Мимицы. Эпическая драма, свободная фантазия на тему мифа о Прометее, о молодом партизане, который решил после войны дать своему родному острову электрическую энергию. Лента и её создатели получили несколько наград международных кинофестивалей.

## Сюжет
Директор белградского завода «Прометей» Мате Бакула отправляется в поездку на остров Вишевице, где должны состояться торжества по случаю открытия памятника участникам партизанского движения. Он, родившийся и выросший на этом острове, в юности сам был среди них. Каждая мирная сейчас улица острова напоминает ему о войне. Мате вспоминает эпизоды боевых операций, друзей, победы и поражения. Сюжет также возвращается к событиям послевоенных лет, когда герой, в целом верный коммунистическому мировоззрению, испытывает разочарование от чрезмерно жёстких мер государства по изъятию у крестьян продовольствия и скота в пользу промышленных районов страны. Но главный конфликт разворачивается, когда Мате решает электрифицировать остров. Для создания подстанции жители острова, и без того остро нуждающиеся, должны участвовать в некоторых расходах. Но никто из них не готов идти на дополнительные жертвы. Тем не менее, в финале картины побеждает прогресс. Во время визита Мате на Вишевице в середине 1960-х для открытия памятника электричество здесь стало обычной, повседневной вещью. Более того, представитель комитета по туризму делится с ним грандиозными планами перестройки острова в процветающий приморский курорт.

## В ролях
- Янез Врховец — Мате Бакула в 1960-е годы
- Мира Сардоч — его жена
- Слободан Димитриевич — Мате в 1940-е годы
- Дина Рутич — первая жена Мате
- Хусейн Чокич — партийный деятель
- Драгомир Фелба — боевой друг Мате
- Ивика Видович — представитель комитета по туризму

## Художественные особенности и критика
Фильм своими художественными особенностями, используемыми выразительными средствами в целом соответствует тенденциям, характерным для европейского кинематографа середины 1960-х годов, таких как Новое немецкое кино, Чехословацкая, Британская новая волна и так далее, особенно в части работы оператора. Отзывы о фильме, относящиеся к пост-социалистическому периоду, критичны. Хотя режиссёр и оператор отлично воспроизводят атмосферу Вишевице: спокойного, радостного, наполненного светом настоящего, и прошлого — тревожного и тёмного. Хотя актёр в роли Мате-нынешнего искренен, особенно в минуты волнения немолодого человека, слышащего голоса былого. Но кажется, что картина не сумела возвыситься над воспоминаниями. Поднятая проблема остаётся на уровне простых эмоций. Иногда присутствует ощущение, что для авторов более важен процесс рождения цепочки воспоминаний, чем сами эти воспоминания и стоящие за ними люди и события.

## Награды
- 1964 год — Кинофестиваль в Пуле, приз «Большая Золотая Арена» за лучший югославский фильм года, приз зрительских симпатий и «Золотая Арена» за работу кинооператора[1].
- 1965 год — Московский международный кинофестиваль. Приз за операторскую работу Томиславу Пинтеру. Специальный диплом режиссёру Ватрославу Мимицу[3].